# Awad al-Qarni
Awad al-Qarni (arabisch عوض بن محمد القرني, DMG ʿAwaḍ b. Muḥammad al-Qarnī; * 1957 in der Provinz Asir) ist ein saudischer islamischer Theologe und Prediger. Er ist Professor an einer Hochschule in Abha und gehört zu der Gruppe oppositioneller Geistlicher, die im September 2017 verhaftet wurden. Im Mai 2019 wurde bekannt, dass die saudische Staatsanwaltschaft die Todesstrafe für ihn beantragt hat; die Hinrichtung sollte nach Ende des Ramadans erfolgen. Offenbar liegt aber bislang kein rechtskräftiges Urteil vor. Der Prozess, in dem auch die Prediger Salman al-Odah und Ali al-Omari angeklagt sind, soll im Dezember 2019 fortgesetzt werden. „Den drei Angeklagten wird Terrorismus und Spionage vorgeworfen, außerdem sollen sie Anhänger der Muslimbruderschaft sein.“

## Schriften
- al-Ḥadātha fī mīzān al-Islām, 1988. (BSB-Katalog)